# The Game That Failed (film 1916)
The Game That Failed è un cortometraggio muto del 1916 diretto da William Wolbert.

## Produzione
Il film fu prodotto dalla Vitagraph Company of America.

## Distribuzione
Distribuito dalla General Film Company, il film - un cortometraggio in una bobina - uscì nelle sale cinematografiche statunitensi il 3 novembre 1916.